# Begraafplaats Sint-Catharinakerk (Eindhoven)
De Begraafplaats van de Sint-Catharinakerk, ook Catharinakerkhof genoemd, is een oorspronkelijk rooms-katholieke begraafplaats aan de Zwembadweg in Eindhoven. Op het ommuurde terrein bevinden zich ongeveer 1600 graven, waaronder een aantal van vooraanstaande Eindhovense families. Direct achter de ingang ligt een laan, die leidt naar een calvarieberg met een kruisbeeld. Langs de laan liggen grafmonumenten waarvan enkele op de lijst van rijksmonumenten staan, evenals het poortgebouw van de begraafplaats.

## Geschiedenis
De begraafplaats werd officieel op 8 juli 1877 geopend als parochieel kerkhof van de Sint-Catharinakerk. De eerste daadwerkelijke begrafenis vond op 28 juli 1877 plaats. Oorspronkelijk bevond het kerkhof van de middeleeuwse Sint-Catharinakerk zich direct rond dat kerkgebouw. Halverwege de negentiende eeuw leidden concrete plannen voor sloop van de middeleeuwse kerk en bouw van de huidige, neogotische Catharinakerk ertoe dat tussen 1857 en 1877 een kerkhof aan de Raffeissenstraat in gebruik werd genomen. In 1877 werd de huidige begraafplaats aan de Zwembadweg in gebruik genomen. Tot 1916 was het kerkhof nog omgeven door een gracht, maar in dat jaar werd die gedempt en vervangen door een muur.
Sinds 1987 is de begraafplaats niet meer verbonden aan de parochie, maar wordt ze beheerd door een stichting en grotendeels door vrijwilligers onderhouden.

## Poortgebouw

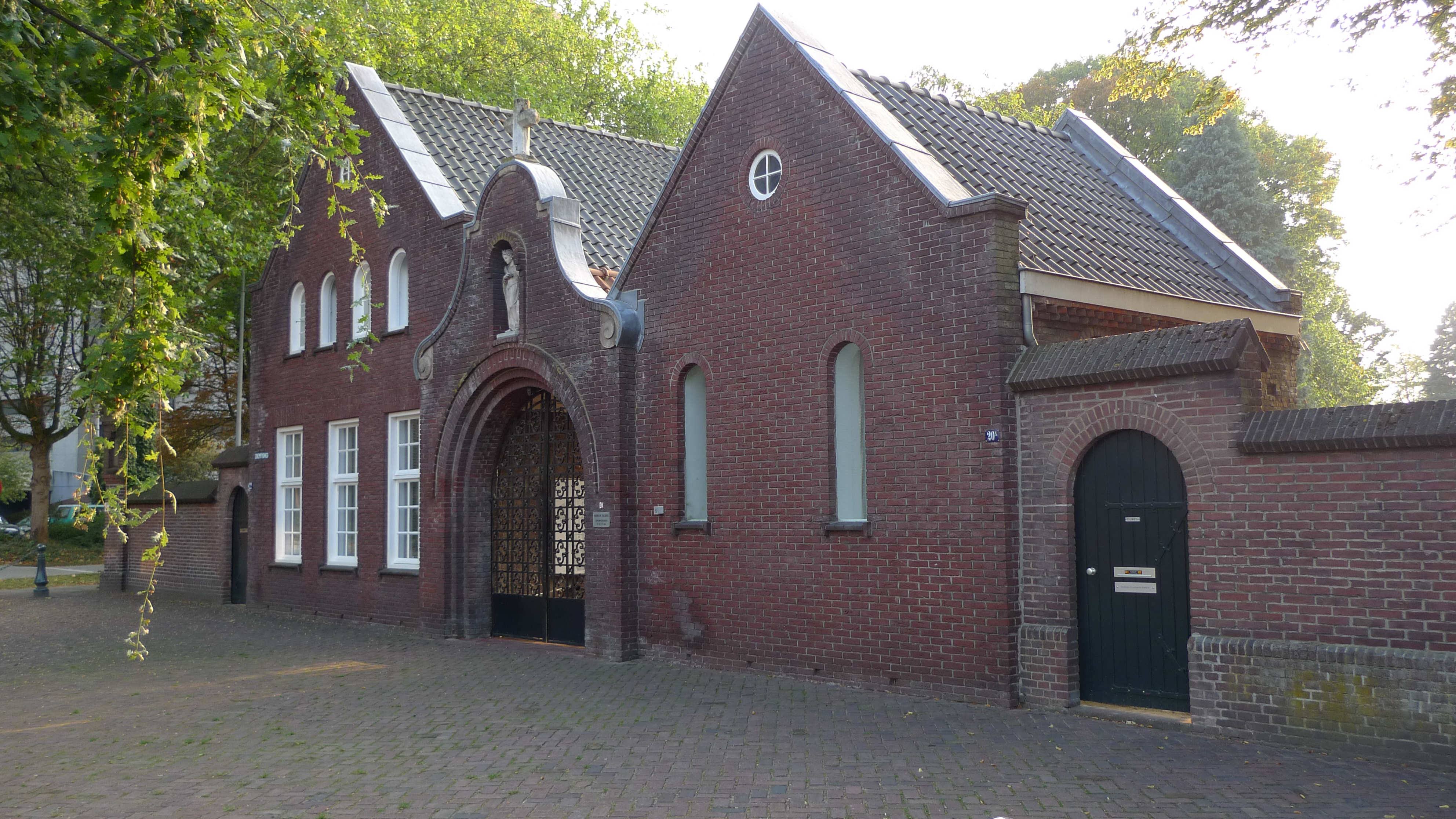
Het poortgebouw

Het poortgebouw aan de ingang van het terrein stamt uit de jaren dertig van de twintigste eeuw. Het is een ontwerp in Traditionalistische stijl, uitgevoerd in rode baksteen. Het gebouw bestaat uit drie delen: een bakstenen poort met een rondbooghek van smeedijzer in het midden, een woonhuis aan de linkerkant van de poort, en een schuur aan de rechterkant. In de klokgevel boven de poort is een beeld van Sint-Catharina geplaatst. De voorzijde van de klokgevel is aan beide zijden versierd met natuurstenen voluten. Achter de klokgevel bevindt zich een zadeldak met houten plafond.
Het rechthoekige woonhuis aan de linkerzijde is haaks op de straat gepositioneerd. Het telt twee verdiepingen en een topgevel met en klein rond raam. Op de benedenverdieping zijn de ramen aan de straatzijde rechthoekig, met een roedenverdeling. Op de eerste verdieping hebben de ramen rondbogen aan de bovenzijde.
De schuur heeft één verdieping met twee smalle rondboogramen, en net als het woonhuis een topgevel met rond raampje en een zadeldak. Vanaf de begraafplaats is de schuur toegankelijk via een houten poort met daarboven een steekboog.

## Grafkapel Smits van Oyen

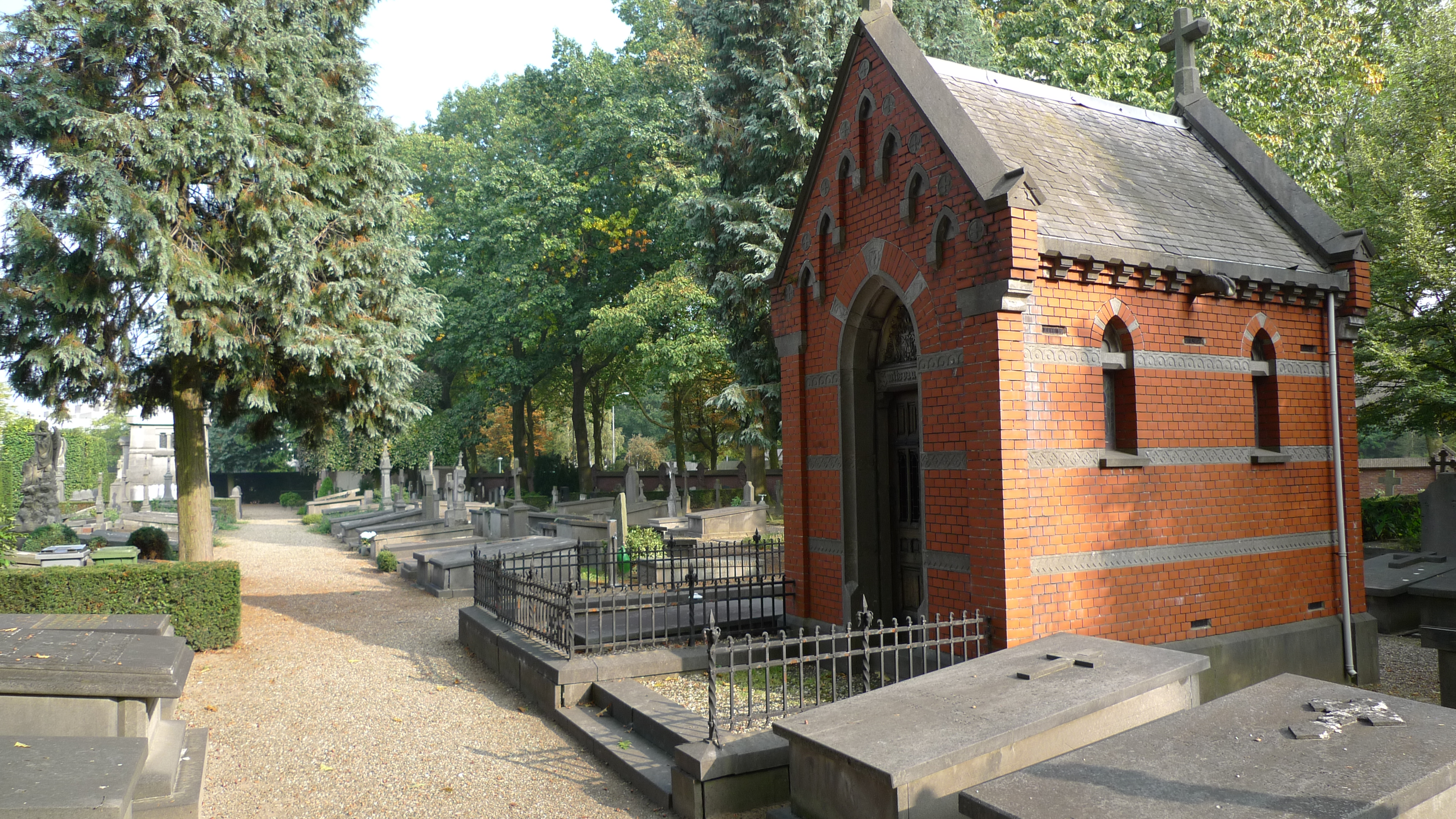
Grafkapel Smits van Oyen

Het grafmonument van de familie Smits van Oyen is een neogotische grafkapel, opgetrokken in rode strengperssteen. Er zijn een drietal banden van natuursteen aangebracht, waarin geometrische vormen zijn uitgehouwen. In de beide zijgevels bevinden zich relatief kleine glas-in-loodramen, in spitsboogvorm. Een kleine trap leidt naar een plateau voor de rijkelijk bewerkte houden paneeldeur in een hardstenen omlijsting, die zich aan de voorzijde van de kapel bevindt. In de latei boven de deur is de naam van de familie en ander reliëf aangebracht. Direct erboven is het familiewapen zichtbaar, uitgehouwen in steen. Een spitsboogfries in de gevel, tussen de bovenzijde van de deur en de onderzijde van het dak, eindigt op beide hoeken in een liseen. Erboven bevindt zich een kroonlijst uit natuursteen, waarop een kruis is geplaatst. Het zadeldak is met leien gedekt. Een klein stuk grond aan de linkerzijde van de kapel hoort bij het grafmonument: eromheen is een zeer lage muur en een laag hekwerk uit smeedijzer aangebracht.
In de kapel is, tegen de achterwand, een beeld van Christus aan het kruis geplaatst en op de zijwanden hangen gedenkplaten. Het plafond bestaat uit kleine troggewelven. De grafkapel is een rijksmonument.

## Grafkapel familie Mignot

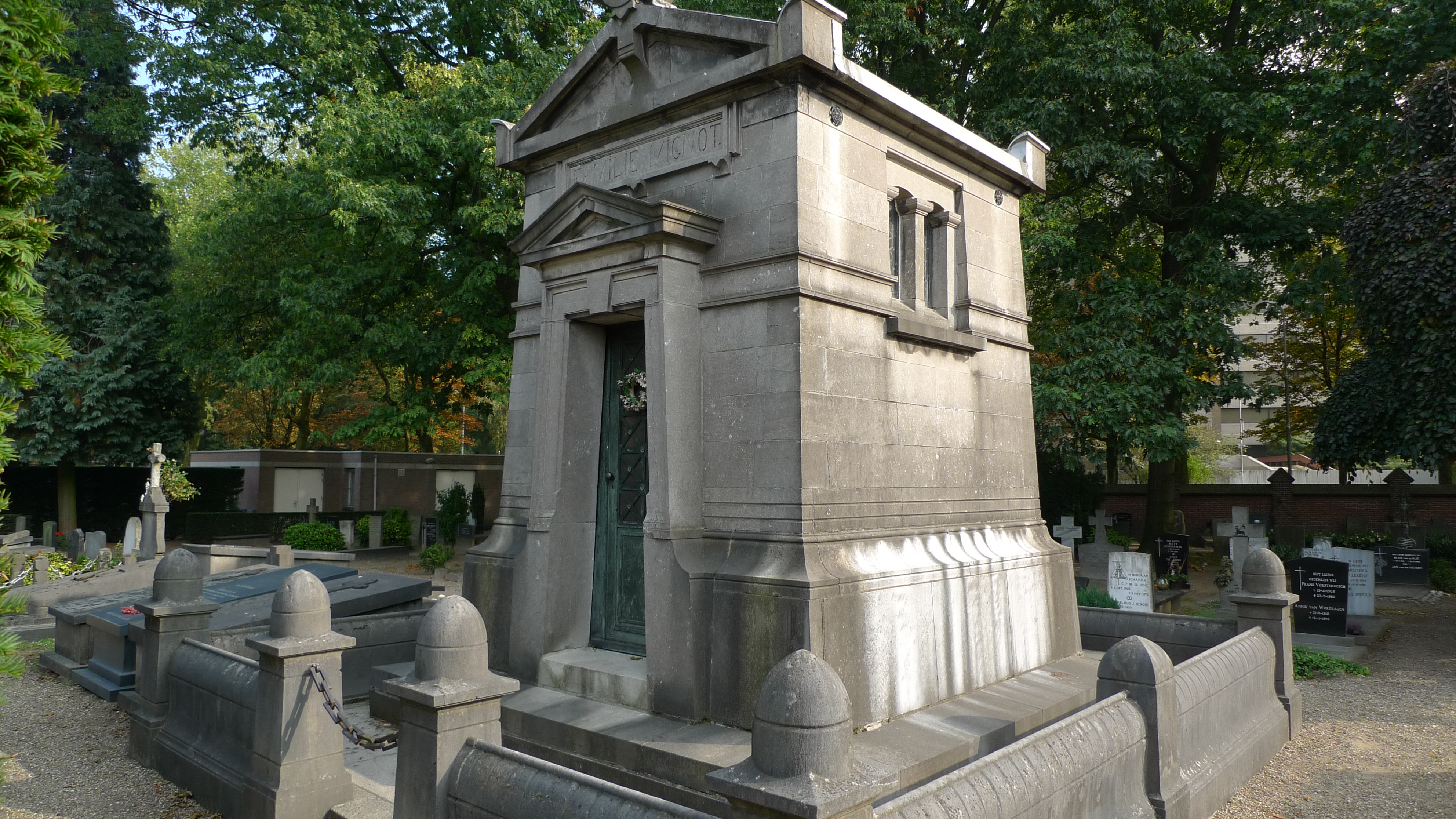
Grafkapel familie Mignot

De grafkapel van de familie Mignot is een kleine, naar boven taps toelopende kapel, uitgevoerd in grijze natuursteen. De kapel wordt omringd door een lage muur met een opening aan de voorzijde, die door een metalen ketting wordt afgesloten. Het eclectische gebouwtje is ontworpen door de Antwerpse architect F. van Ballaer.
De koperen deur aan de voorzijde van de kapel heeft een uitstekende omlijsting met daarboven een timpaan. In de deur is een inscriptie met de naam van de architect aangebracht: F. VAN BALLAER/ARCHITECT/ANTWERPEN . Op de voorgevel is, boven de deur, de inscriptie FAMILIE MIGNOT zichtbaar. De kapel heeft een zadeldak en kleine glas-in-loodramen met bladmotieven in de beide zijmuren. Ook in de achtergevel zijn glas-in-loodramen aangebracht: drie rondboogvensters met voorstellingen van Christus aan het kruis en Maria.
De grafkapel is vanwege de cultuurhistorische waarde aangemerkt als rijksmonument.

## Grafmonument familie Mignot-Bouvy

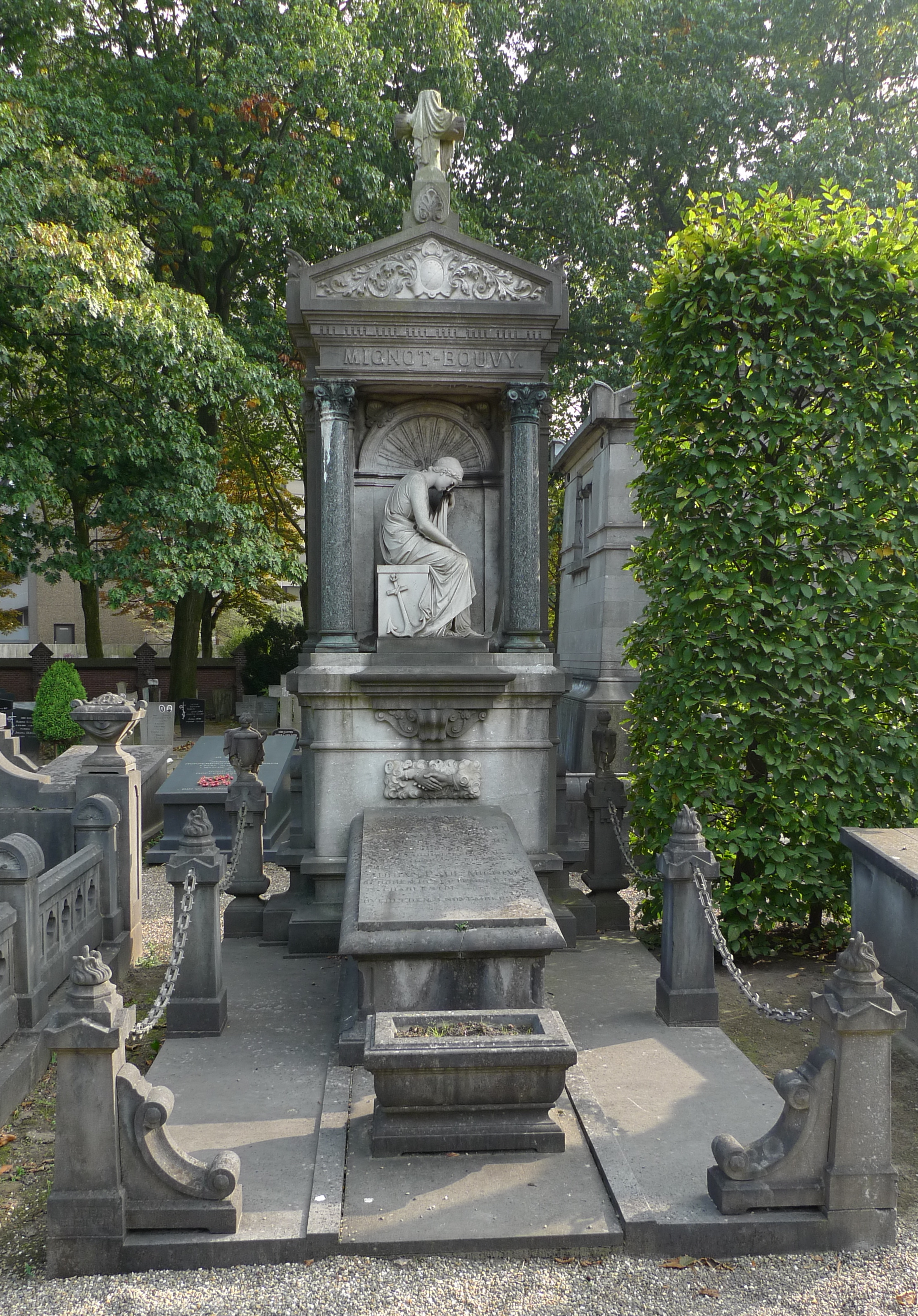
Grafmonument familie Mignot-Bouvy

Het grafmonument van de familie Mignot-Bouvy is een in natuursteen uitgevoerd graf in Neo-renaissancestijl, gemaakt door de Eindhovense beeldhouwer L. Manders. Het bestaat uit een sarcofaag op een plateau met daarachter een beeld van een treurend persoon in een classicistische omlijsting, aangebracht op een sokkel met een afbeelding van twee handen.
Aan beide zijden van de vrij kleine sarcofaag bevinden zich drie vierkante palen met daarop toortsen en urnen. De drie palen aan elke kant zijn onderling verbonden door metalen kettingen. De hoogte van de palen loopt op van voor naar achteren. Op de sarcofaag is een inscriptie aangebracht die luidt:
RUSTPLAATS/VAN/JOANNA MARIA MIGNOT/GEB. BOUVY/OVERL. 7 FEB. 1913/WEGE MIJ GOD OP EEN/RECHTVAARDIGE WEEGSCHAAL/EN HIJ ZAL MIJNEN EENVOUD/ERKENNEN/ADRIAN PAUL MIGNOT/GEBOREN 19 SEPTEMBER 1844/TE CHARLESTON SOUTH CAROLINA/USA/OVERLEDEN 3 NOVEMBER 1923.
De nis waarin de treurende, zittende figuur is geplaatst heeft een schelpvormige bovenkant met daarboven een fronton. Het met lofwerk versierde fronton rust op twee gepolijste zuilen die weer voorzien zijn van met leliemotieven gedecoreerde kopstukken. Direct boven de zuilen is op het fronton het opschrift MIGNOT - BOUVY aangebracht. Boven op het fronton is een kruis geplaatst met daarover een draperie.
Het grafmonument is een rijksmonument.

## Grafmonument familie Fens-van Moll

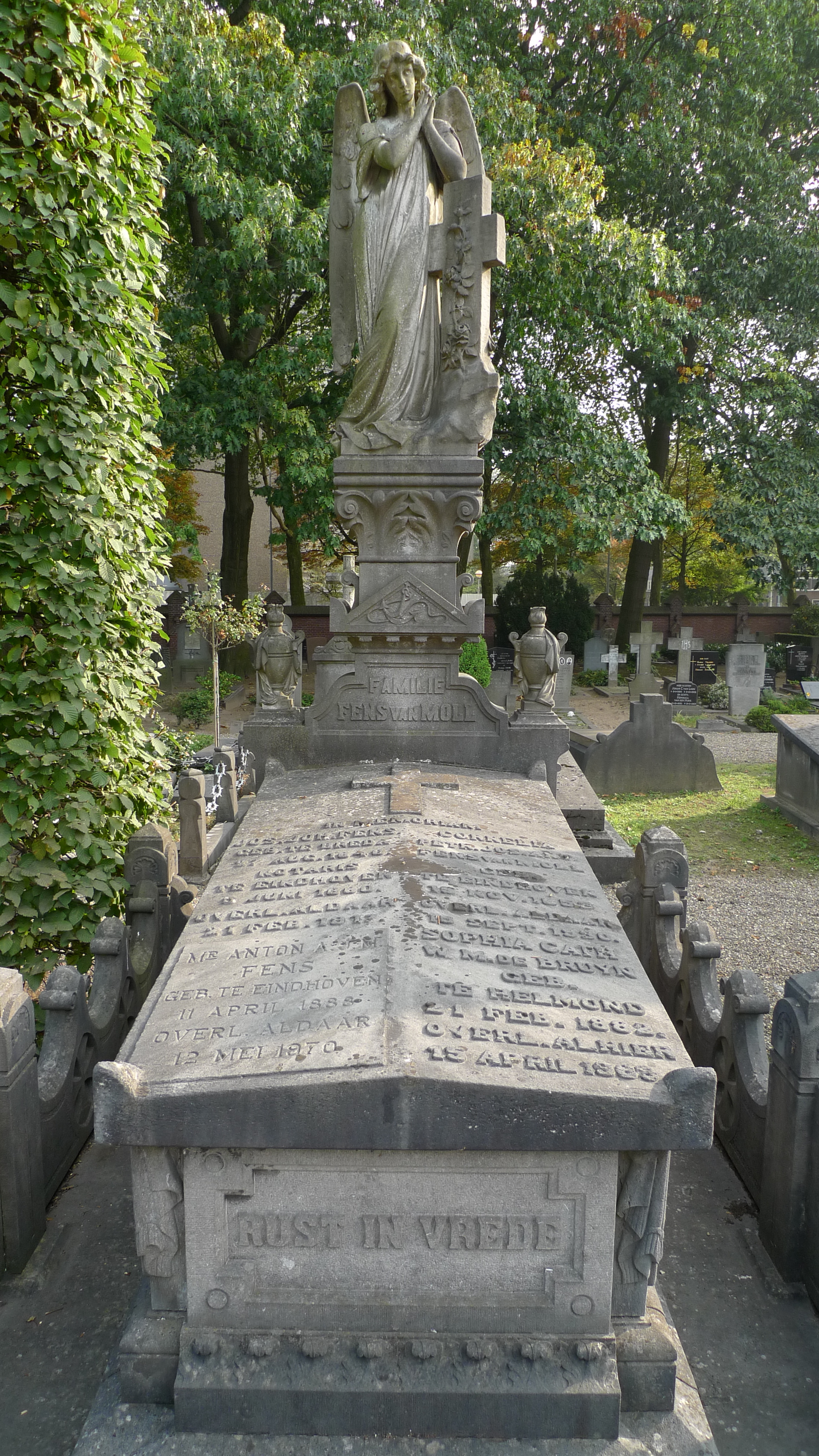
Grafmonument familie Fens-van Moll

Het eclectische, natuurstenen grafmonument van de familie Fens-van Moll, eveneens een rijksmonument, is een werk van de Stratumse beeldhouwer H.J. Kluytmans.
De op een plateau geplaatste sarcofaag is gedecoreerd met draperieën en aan de voorzijde voorzien van het opschrift: RUST IN VREDE. Rond de sarcofaag staat een lage, decoratieve muur van natuursteen, versierd met opengewerkte kruisvormen en palmetten. Tegen de achterzijde van de sarcofaag staat de grafsteen, waarop de naam van de familie zichtbaar is, met daarboven een gebeeldhouwd anker onder een kapiteel met loofwerk. Aan beide zijden is een gebeeldhouwde urn met draperie geplaatst. Op het kapiteel is een groot beeld van een engel geplaatst, met daarnaast een kruis dat gedecoreerd is met en blad- en bloemmotief.
Op het deksel van de sarcofaag staat de tekst "In memoriam" met daaronder in twee rijen de namen van de overledenen. Het volledige opschrift luidt:
IN MEMORIAM/ JOS.JOH.FENS/GEB. TE BREDA/27 AUG. 1846/NOTARIS/EINDHOVEN/5 JUNI 1880/OVERL. ALDAAR/21 FEB. 1917, MR.ANTON A.J.M./FENS GEB. TE EINDHOVEN/11 APRIL 1880/OVERL ALDAAR/12 MEI 1970, CORNELIA/PETR.JOS.ANT./FENS VAN MOLL/GEB./TE EINDHOVEN/15 NOV. 1853/OVERL. ALDAAR/15 SEPT. 1930/SOPHIA CATH./W.M. DEBRUYN/GEB./TE HELMOND/21 FEB.1882/OVERL. ALHIER/15 APRIL 1965.

## Grafmonument familie Marto

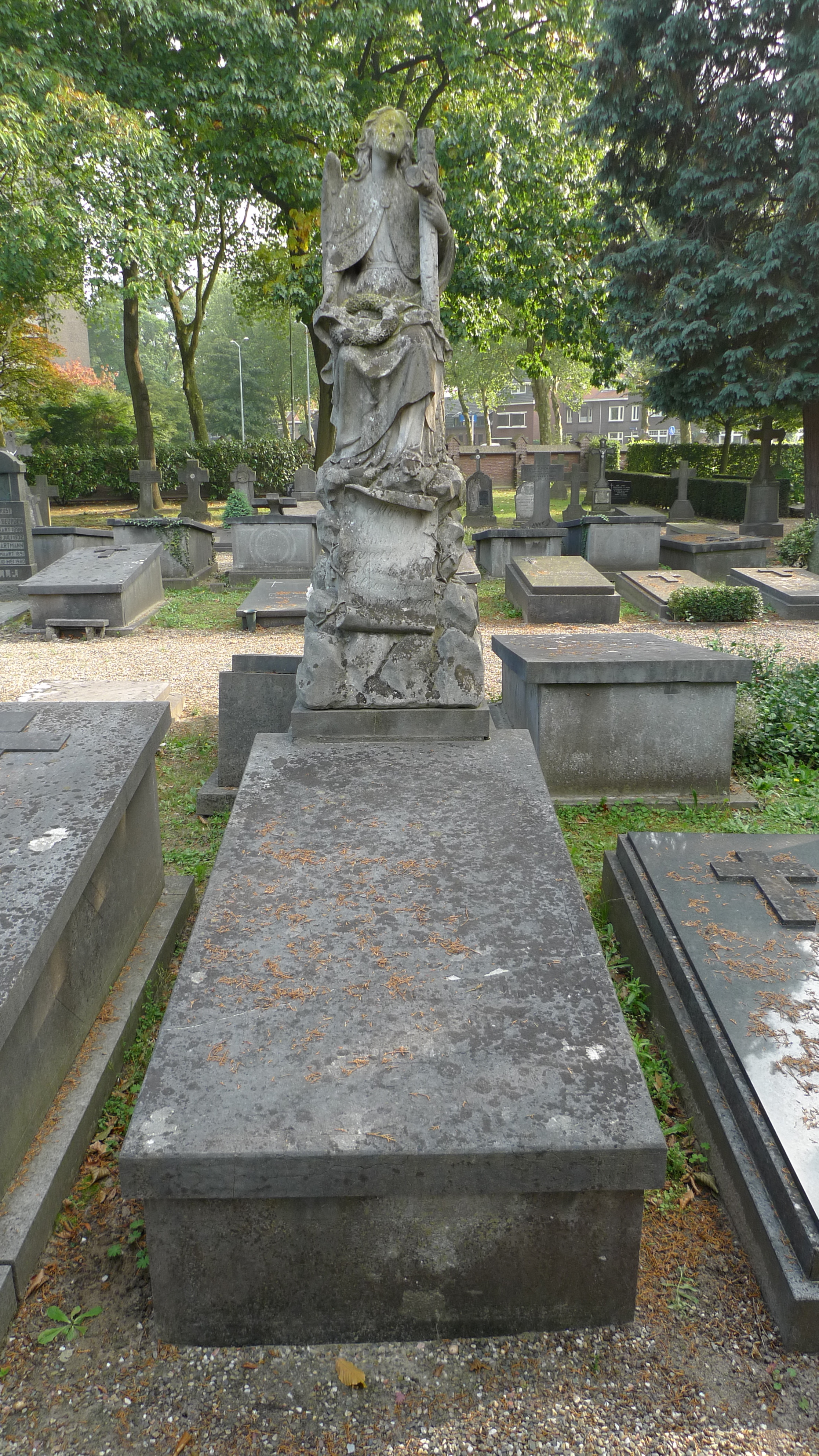
Graf familie Marto

Het in neogotische graf van de fabrikantenfamilie Marto bestaat uit een gebeeldhouwde engel, gezeten op een rotsblok. In de schoot van de engel ligt een krans met daardoor een lint, dat het figuur met de linkerhand vasthoudt. De rechterhand van de engel houdt een boomkruis vast. Onder de voeten van de engel is op het rotsblok een banderol afgebeeld, met een nog deels leesbare tekst:
MIJNE/DIERBARE/KINDEREN/GIJ WEET HET.../.../ HEBBEN VERGEET/MIJ NIET EN/... .

Het opschrift op de grafplaat, die voor het beeld ligt, is niet meer leesbaar. Het graf is gemaakt door de beeldhouwer Hendrik van der Geld uit 's-Hertogenbosch, die door zijn huwelijk met Maria Catharina Josephina Marto in 1877 met de familie Marto verbonden was. Het graf staat op de lijst van rijksmonumenten.